# Status Quo (ER)
Status Quo is de elfde aflevering van het veertiende seizoen van de televisieserie ER, die voor het eerst werd uitgezonden op 3 januari 2008.

## Verhaal
Dr. Pratt is zwaar teleurgesteld over het feit dat hij gepasseerd is voor de functie van hoofd SEH, en denkt er serieus over na om het ziekenhuis te verlaten en een andere werkgever te zoeken die zijn talenten wel waardeert. Maar dan ontmoet hij Jeanie Boulet, die vroeger in het ziekenhuis heeft gewerkt. Zij komt met haar pleegkind Carlos naar de SEH met een hoofdwond, later blijkt dat hij de symptomen heeft van aids. Voordat zij erachter komen wat Carlos precies mankeert krijgt hij aanvallen en moet een biopsie ondergaan om zo erachter te komen wat hij precies mankeert. Door het contact met Jeanie en Carlos beseft dr. Pratt dat hij dit ziekenhuis niet kan missen en besluit toch te blijven en te gaan vechten voor zijn kansen.
Een soldate komt naar de SEH met een gebroken been, tijdens onderzoeken blijkt dat zij zwanger is. De echtgenoot beseft, als de conceptietijd berekend wordt, dat hij de vader niet kan zijn omdat hij toen ergens anders was. Zij verklaart dan dat zij verkracht is toen zij op een missie was in Irak door haar sergeant. Haar man kan dit moeilijk accepteren en wil haar verlaten, dr. Gates kan hem echter overtuigen dat hij haar moet steunen.
Dr. Rasgotra krijgt bezoek van haar nicht Jaspreet, al snel heeft zij de interesse van dr. Morris en Zelinsky. Zij gaan ver om elkaar de loef af te steken om Jaspreet te veroveren, dit tot ergernis van dr. Rasgotra. Ondertussen krijgt dr. Rasgotra te horen dat zij een stageplek heeft verdiend op de afdeling orthopedie.

## Rolverdeling

### Hoofdrollen
- Mekhi Phifer - Dr. Gregory Pratt
- Parminder Nagra - Dr. Neela Rasgrota
- John Stamos - Dr. Tony Gates
- Scott Grimes - Dr. Archie Morris
- John Aylward - Dr. Donald Anspaugh
- Kari Matchett - Dr. Skye Wexler
- Gina Ravera - Dr. Bettina DeJesus
- Charles Esten - Dr. Barry Grossman
- Robert Gossett - Dr. Everett Daniels
- J.P. Manoux - Dr. Dustin Crenshaw
- Gil McKinney - Dr. Paul Grady
- Linda Cardellini - verpleegster Samantha Taggart
- Laura Cerón - verpleegster Chuny Marquez
- Yvette Freeman - verpleegster Haleh Adams
- Angel Laketa Moore - verpleegster Dawn Archer
- Lyn Alicia Henderson - ambulancemedewerker Pamela Olbes
- Brendan Patrick Connor - ambulancemedewerker Reidy
- Troy Evans - Frank Martin
- Steven Christopher Parker - Harold Zelinsky

### Gastrollen (selectie)
- Gloria Reuben - Jeanie Boulet
- Cress Williams - politieagent Reggie Moore
- Jason George - Ethan Mackiner
- Rebecca Hazlewood - Jaspreet
- Rachel Boston - Beth Ackerman
- Andrew Walker - Jack
- Oscar Blanco - Carlos Moore
- Bianca Black - Sydney